# Mysterious Island (televisieserie)
Mysterious Island is een Canadese televisieserie gebaseerd op Jules Verne's roman Het geheimzinnige eiland. De serie liep één seizoen van 23 afleveringen.

## Verhaal
De serie volgt in grote lijnen dezelfde verhaallijn als het boek. Een groep mensen probeert per luchtballon te ontkomen aan de Amerikaanse Burgeroorlog, maar stort neer op een afgelegen eiland.
Terwijl ze wachten op redding, maken ze het beste van hun situatie. Al snel lijkt het erop dat een mysterieus iemand op het eiland ze in de gaten houdt en hun acties stuurt. Deze persoon is kapitein Nemo, die het eiland als haven gebruikt voor zijn duikboot, de Nautilus.
Uiteindelijk ontdekt de groep Nemo’s bestaan en voelt hij zich genoodzaakt het eiland te verlaten. De groep blijft alleen achter.

## Verschillend met het boek
De serie wijkt op een aantal punten af van het boek. Zo bevindt zich onder de protagonisten een vrouwelijk personage, de vrouw van Pencroft.
Kapitein Nemo is de protagonisten in de serie minder goed gezind dan in het boek. Hij houdt het eiland in de gaten via een steampunk-achtig camerasysteem en andere geavanceerde apparatuur. Hij gebruikt de protagonisten als testobjecten om te zien hoe ze reageren op lastige situaties. Hij wil op die manier aantonen dat alle mensen van nature onbetrouwbaar en egoïstisch zijn.

## Cast
- Alan Scarfe — Captain Cyrus Harding
- C. David Johnson — Jack Pencroft
- Colette Stevenson — Joanna Pencroft
- Stephen Lovatt — Gideon Spilett
- Gordon Michael Woolvett — Herbert Pencroft
- Andy Marshall — Neb Brown
- John Bach — Captain Nemo

## Afleveringen
1. Genesis
2. Down Under
3. Safe Haven
4. White Water
5. A Death In The Family
6. All That Glitters
7. The Price Of Vengeance
8. The Phantom's Lair
9. It Should Be An Englishman
10. No One Rules Me
11. He's Not Heavy
12. Make Yourselves A Home
13. First Impressions Are Skin Deep
14. Gideon's Tale (1)
15. Gideon's Tale (2)
16. Last Rites Of Spring
17. Labours Lost
18. The Visitor
19. What Are You Afraid Of?
20. Plan And Attack
21. A Pact With The Devil
22. Going, Going...